# 화성-17형
화성-17형(火星-17型)은 2021년 공개된 조선민주주의인민공화국의 ICBM이다.

## 역사
2019년 12월, 북한은 평북 동창리 서해 위성 발사장에서 신형 ICBM용 엔진 연소 시험을 2차례 진행했다.
2020년 9월 16일, 북한 정보통신 전문 사이트 노스코리아테크 마틴 윌리엄스 대표는 북한 전문매체 38노스에 게재한 보고서에서 최근 위성사진 분석 결과 미림비행장 내 대형 보관시설을 새로 발견했다고 밝혔다. 그는 두 시설이 길이 35m 규모로 북한이 2017년 시험발사에 성공한 대륙간탄도미사일(ICBM) 화성 15호의 22m에 비해 상당히 크다고 전했다.
2020년 9월 22일, 미국 대북전문매체 38노스는 위성사진을 공개하면서 평양 미림비행장 열병식 연습장에서 북한의 신형 ICBM 발사 차량으로 추정되는 물체가 포착됐다고 보도했다.
2020년 10월 3일, 한국 정부 관계자는 "한·미 연합 감시 자산이 지난달 30일 평성 자동차 공장 부근에서 북한이 2017년 11월 시험발사한 화성-15형(길이 22m)보다 큰 신형 ICBM과 TEL을 식별했다"며 "오는 10일 노동당 창당 75주년 열병식 때 공개할 것으로 보인다"고 말했다.
한국 정보당국은 화성 15호의 이동식 발사차량(TEL)의 경우 바퀴 축이 9개였는데 이번에는 바퀴의 수가 이보다 더 늘어날 수 있다고 보고 있다. 실제 시험발사할 가능성은 크지 않다고 보고 있다.
군 전문가는 "북한은 ICBM 길이를 마냥 크게 만들지는 않을 것"이라며 "길이를 계속 키운다면 굽은 도로 등으로 TEL이 이동할 때 문제가 생길 수 있다"면서 "새 ICBM은 화성-15형과 길이는 동일하되, 직경은 커졌을 수 있다"고 관측했다.
한미 정보당국이 파악한 정보에 따르면 북한이 창건 기념식에서 공개할 신형 무기는 화성-14형, 화성-15형용 액체연료 엔진(백두산 엔진)을 개량하고 몸집을 키운 초대형 액체연료 ICBM일 것이라는 관측에 무게가 실린다.
- 2020년 10월 10일, 북한의 노동당 창건 75주년 기념 열병식에서, 명칭 미상인 채로 본 미사일이 최초로 공개되었다.
- 2021년 10월 11일, 북한의 무기박람회 '자위-2021'에서 이 미사일의 제식명칭이 《화성포-17》형임이 공개되었다.

## 연소시험
2019년 12월 7일, 북한은 평북 동창리 서해 위성 발사장에서 신형 ICBM용 엔진 연소 시험을 2차례 진행했다.
북한 국방과학원 대변인은 이날 "2019년 12월 7일 오후 서해위성발사장에서는 대단히 중대한 시험이 진행되었다"고 발표했다고 조선중앙통신이 전했다. 대변인은 "국방과학원은 중대한 의의를 가지는 이번 시험의 성공적 결과를 조선노동당 중앙위원회에 보고하였다"며 "이번에 진행한 중대한 시험의 결과는 머지않아 조선민주주의인민공화국의 전략적 지위를 또 한 번 변화시키는 데서 중요한 작용을 하게 될 것"이라고 밝혔다.
2019년 12월 13일, 평안북도 동창리에 위치한 서해위성발사장에서 실시했다고 밝혔던 시험에서는 엔진이 400초 이상인 거의 7분 동안 연소했다. WP는 북한의 최근 ICBM 기술이 미국 동부해안까지 도달할 수 있는, 충분히 위력적인 것이라고 지적했다. 미국 전문가들은 “서해위성발사장에서 두 차례 실시됐던 북한의 ‘중대 시험’은 미국 본토를 공격할 수 있는 ‘화성 14형’과 ‘화성 15형’을 포함해 강력한 액체 연료 미사일에 대해 몇 달 동안 계속됐던 작업을 반영하는 것으로 보인다”고 말했다.
2019년 12월 14일, 북한 국방과학원 대변인은 담화를 통해 "2019년 12월 13일 22시 41분부터 48분까지 서해위성발사장에서는 중대한 시험이 또다시 진행되었다"고 밝혔다. 지난 7일 같은 장소에서 시행한 '중대한 시험'에 이은 두 번째다.
2016년 9월 20일 북한 조선중앙통신은 서해 위성 발사장에서 백두산 로켓에 사용될 추력 80톤 액체연료 백두엔진의 지상 연소실험에 성공했다고 보도했다. 연소시간은 200초라고 밝혔다. 백두엔진은 200초 연소시험을 했는데, 이번에는 400초 연소시험을 했다는 것이다.
미국 하버드-스미스소니언 천체물리학센터의 조너선 맥도웰 박사는 7일 연소시험이 액체연료 로켓이 확실하다고 말했다.
이춘근 과학기술정책연구원(STEPI) 선임연구위원은 "북한이 7분간(420초) 시험을 했다고 하는데 엔진 풀스케일(전사정) 연소시험을 한 것으로 보인다"고 말했다. 일반적으로 ICBM 1단 엔진 연소시간은 3분 안팎이다. 1단 추진체의 경우 일반적으로 7분 이상의 연소시간을 버티기 쉽지 않은 것으로 알려져 있다.
한국군과 정보 당국은 7분이라는 시간이 ICBM 2단 엔진 연소 시간과 유사하다는 분석을 내놨다. 보통 1단계 추진체 엔진은 2에서 3분, 아무리 길어봐야 5분 안쪽으로 연소한다.

## 화성 15형
화성 15형은 2단 액체연료 ICBM으로, 추력 80톤 백두엔진 1개를 1단으로 사용해서, 추력 80톤으로 볼 수 있다. 러시아의 2단 액체연료 ICBM이자, 1단 추력이 200톤인 것은 SS-19이다. 그런데, 길이가 좀 다르다.
- 화성 15형, 길이 22 m, 무게 72t
- SS-19, 길이 27 m, 무게 105.6톤, 사거리 10000 km, 400 kt MIRV 열핵탄두 6발 또는 5 Mt 1발

화성 15의 길이가 이상하게 짧고, 직경이 SS-19 보다 큰 것도 아니다. 러시아에서 미국 동부 워싱턴 DC까지는 북국을 지나면 7000 km 밖에 안되어서, 러시아 ICBM은 사거리가 10000 km까지 필요가 없다. 그래서 미국 조기경보레이더도 북극을 감시하고, 남극 감시용 조기경보레이더는 없다.
반면에, 북한에서 미국 동부 워싱턴 DC까지는 11000 km 떨어져 있다. 위도가 낮아서 북극을 지나지 않는다. 즉, 러시아 보다 북한의 ICBM은 더 대형이어야 하는데, 길이가 5 m나 짧으면, 문제가 있는 것이다. 북한의 과학자들이 이런 것을 모를리 없는데, 기왕 거액을 들여 개발한 화성 15호가, 어중간하게 길이가 짧다.
정찰위성이 촬영한 화성 16호의 길이도 24 m 라는데, 고체연료면 러시아의 RS-24 야르스를 참고했을 때 그정도가 맞다. 그러나 액체연료라면, 24 m는 역시 짧다.
화성 15형의 길이가 24 m라면, SS-17을 생각해 볼 수 있다. SS-17은 2단 액체연료 미사일로, 1단 추력 120톤이다. 백두엔진 2개가 160-200톤인 점을 감안하면, 화성 16호의 성능이 SS-17 정도는 충분히 될 것으로 보인다.
- 화성 15형, 길이 24 m
- SS-17 Mod 3, 길이 23.9 m, 무게 72톤, 사거리 11000 km, 750 kt MIRV 열핵탄두 4발 또는 6 Mt 1발

## 열병식

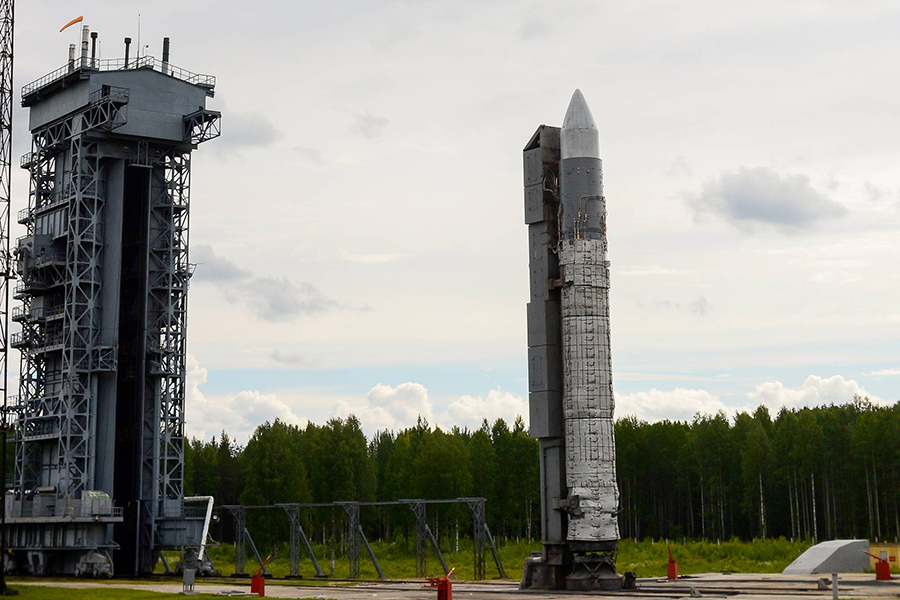
SS-19를 개조한 로콧 우주발사체

2020년 10월 10일, 열병식에서 최초로 공개되었다. 길이 22 m 화성 15호는 바퀴가 9개였는데, 이번에는 바퀴 11개로, 길이 27 m SS-19와 매우 유사한 모양으로 보였다. 화성 14호가 러시아 SS-11과 매우 유사해서, 1 Mt 수소폭탄을 미국 동부 워싱턴 DC까지 운반할 수 있어 보였다면, 이번에 열병식에서 공개한 화성 16호는 SS-19와 매우 유사해 보여서, 6 Mt 수소폭탄을 미국 동부 워싱턴 DC까지 운반할 수 있어 보였다.
국정원 산하 싱크탱크인 국가안보전략연구원은 북한이 로동당 창건 75주년 기념 열병식에서 공개한 신형 대륙간탄도미사일(ICBM)과 잠수함발사탄도미사일(SLBM)에 대해 "속임수가 아닌 진품일 것"이라는 평가를 했다.
SS-19는 러시아 4세대 ICBM으로, 현재도 사용중이며, SS-19 Mod 4는 아방가르드 (미사일)을 탄두에 1개 장착할 수 있다. 2018년 3월 1일, 푸틴 대통령은 러시아의 최신예 전략 핵무기 6종을 소개하면서, 아방가르드 (미사일)가 현존하는 모든 미사일 방어망을 뚫는다고 자랑했다.
SS-19는 로콧 우주발사체로도 사용하는데, 1.85톤의 인공위성을 지구 저궤도에 올릴 수 있다. ICBM으로 사용할 때의 탄두중량은 4.35톤이다.
북한에서 미국 동부 워싱턴 DC 까지는 11000 km, 뉴욕까지는 10900 km 떨어져 있다.
- 화성 14호, 길이 19.5 m
  - SS-11, 길이 17-20 m, 직경 2.0 m, 무게 40-50톤, 사거리 11000 km, 탄두중량 1.2톤, 1.2 Mt 수소폭탄 1발
- 화성 15호, 길이 22 m, 직경 2-2.4 m
  - SS-17 Mod 3, 길이 22.5-24 m, 직경 2.25 m, 무게 72톤, 사거리 11000 km, 탄두중량 2.55톤, 6 Mt 수소폭탄 1발
- 화성 16호, 길이 24-26 m
  - SS-19, 길이 24-27 m, 직경 2.5 m, 무게 105톤, 사거리 11000 km, 탄두중량 4.35톤, 6 Mt 수소폭탄 1발

SS-17과 SS-19이 모두 6 Mt 수소폭탄 1발이라고 알려져 있지만, 탄두중량이 크게 차이난다. 러시아가 생산, 배치중인 게 6 Mt 수소폭탄이 최대라서 그렇게 알려져 있는 것으로 추정된다. 한국에서는 오랜 기간 동안 1 Mt 수소폭탄 한 발이면 서울시 천만명이 전멸한다고 핵전쟁 관련 교육을 시켜왔다. 북한은 핵무기를 2번 공개했는데, 2번째 공개한 것이 화성 14형 열핵탄두로서, 무게 1톤 정도 되는 1 Mt 수소폭탄이었다. 북한은 아직 6 Mt 수소폭탄 실물을 공개한 적은 없어서, 개발하지 않은 것으로 보인다.

## 상세

### 크기
화성 16호에 대한 각국의 반응은, 크기에 주로 촛점이 맞추어졌다.
화성-17형은 직경 2.4~2.5m, 길이 24~25m, 중량 80~110t에 이르며 탄두중량은 기존 화성-15형의 1.5t보다 크게 늘어난 2.5~3t에 이를 것이란 분석도 있다.
미사일전문가 밴 디펀과 마이클 엘러먼은 북한 전문사이트 38노스에 이 미사일에 대해 "대략 길이 25~26m, 지름 2.5~2.9m로, 기존의 화성-15형보다 길이는 4~4.5m, 지름은 0.5m 더 큰 것으로 보인다"고 밝혔다.
2012년 4월 15일, 김일성 생일 100주년 군사퍼레이드에서 최초로 화성 13호를 공개했다. 열병식에서 북한이 TEL 차량을 처음으로 공개했다. 중국에서 수입한 WS51200으로 확인되었다. TEL 차량 1대가격은 3000만위안(56억원가량)이었다. 이 트럭의 바퀴 지름은 1.6 m이다. 바퀴간 공간을 고려하면 2 m로 계산할 수 있다. 한쪽 바퀴는 8개로 양쪽 16개로 8축 16륜이었다. 북한이 그 이후에 계속 열병식에 바퀴수는 다르지만 비슷한 TEL 차량을 선보였는데, 바퀴 지름은 동일한 것으로 보였다.
동아일보는 화성 16호가 화성-15형(약 22m)보다 길이는 2~3m 이상 길고, 직경도 3m에 이를 것으로 보았다.
신형 미사일은 화성 15형(탄두 무게 1t)보다 훨씬 무거운 2~3.5t 무게의 탄두를 미국 전역에 날려 보낼 수 있을 것으로 추정된다.
장영근 항공대 교수는 "신형 ICBM의 무게는 100t에 이를 것"이라면서 "화성-15형이 실리는 9축형 이동식발사차량(TEL)은 하중을 견디지 못해 11축형 TEL을 개발해 실은 것"이라고 말했다.
전문가들이 분석한 크기는 대략 SS-19에 근접한다.
앤킷 판다 카네기국제평화기금 선임연구원은 북한이 지난 2017년 11월에 발사한 화성 15호는 핵탄두를 1개만 장착할 수 있는 것으로 추정됐으나 이번에 공개된 화성16호는 4개까지 실을 것으로 보았다. 화성16는 화성15에 비해 길이가 1.8~2.7m 길어진 약 25.5m에 이동식 ICBM으로는 세계에서 가장 폭이 넓은 것으로 추정되고 있다. 이에 반해, 한국군은 화성 15호는 탄두중량 600 kg, 핵탄두 1개, 화성 16호는 탄두중량 1.5톤, 핵탄두 3개로 분석하고 있다. 그러나 화성 16호와 무게가 100톤으로 동일하다는 러시아 UR-100N은 탄두중량 4.35톤, 핵탄두 6개를 탑재한다.
마이클 엘먼 국제전략문제연구소 미국 사무소 선임연구원은 북한의 신형 ICBM은 미국 전역에 2~3톤의 핵탄두를 투하할 수 있을 것 이라며, 과거 소련이 개발했던 R-16(나토 코드 SS-7)이나 R-26(SS-8)보다 더 성능이 우수할 것으로 내다봤다.
제프리 루이스 미들베리 국제학연구소 동아시아비확산센터 소장은 구체적으로 해당 미사일 직경이 2.5m라면 화성-15형 미사일 재진입체 3개를 탑재할 수 있고, 직경을 최대 3m로 잡는다면 재진입체를 5개까지 실을 수 있을 것으로 추정했다.
하나의 ICBM에 2개의 탄두를 장착하고 발사했을 때 두 탄두의 타격지점 간 최대거리는 평균 1,000 km다. 워싱턴 DC와 뉴욕 간 거리는 약 400 km로 북한의 신형 ICBM이 충분히 동시 타격 가능한 거리다.
| 비교     | 화성 16호  | 화성 15호   | SS-17      | SS-19      | LGM-118 피스키퍼 | RS-28 사르마트 |
| 무게     | 100톤      | 72톤        | 72톤       | 100톤      | 88.45톤          | 200톤          |
| 탄두중량 | 1.5톤 추정 | 600 kg 추정 | 2.55톤     | 4.35톤     | 3.6톤            | 5톤            |
| MIRV     | 3-4발 추정 | 1발 추정    | 550 kt 4발 | 750 kt 6발 | 350 kt 12발      | 500 kt 15발    |

### 엔진
SS-19은 무게 100톤, 1단 추력 200톤이다. 추력 50톤 엔진 4개를 묶었다. 문제는 화성 16호의 길이, 직경이 SS-19은 무게 100톤으로 추정되는데, 추력 200톤을 어떻게 구성했느냐이다. 북한이 최근 사용하는 1단 엔진은 백두엔진으로 추력 80톤이다.
이와 관련, 제프리 루이스 미들베리 국제학연구소 동아시아비확산센터장은 "화성-15형 엔진은 실제 한 개의 (연료 공급) 펌프를 달았지만 두 개의 연소실이 있다"고 설명했다. 이어 "연소실 두 개를 엔진 하나로 친다면 새 미사일은 (그런 엔진) 두세 개를 갖췄을 것"이라며 "그래서 1단 로켓이 두세 배 정도 (기존보다) 강력하다"라고 했다.
제프리 루이스 교수 분석은 추력 80톤 백두엔진 4개 또는 6개라는데, 4개면 추력 320톤, 6개면 추력 480톤으로, 너무 추력이 높다. 무게 200톤 SS-18의 1단 추력이 400톤이다. 무게 200톤 누리호 1단 추력이 300톤이다.
북한 미사일 권위자인 장영근 항공대 교수는 "신형 ICBM은 액체 엔진 미사일"이라며 "1단에 엔진 2쌍(4기)을 달았고, 2단에는 작년 12월 두 차례 시험했던 신형 엔진을 장착했기 때문으로 보인다"고 말했다. 백두엔진 4개면 추력 320톤인데, 역시 무게 100톤일 것으로 보이는 화성 16호의 추력으로는 과도하다.
보통, 1단에 노즐 3개인 경우는 없고, 노즐이 2개이거나 4개인데, 백두엔진의 추력을 소프트웨어서 줄여서 4개를 묶으면 대략 200톤 추력이 나온다. 한국의 나로호 1단 엔진 때 엔진 추력을 소프트웨어로 줄여서 발사했다. 노즐이 2개일 경우를 가정한다면, 추력 80톤 백두엔진을 개량해서 추력 100톤을 개발했다면, 2개를 묶으면 추력 200톤이다. 그러나 두 전문가의 공통된 관측은 1단 노즐이 4개로 추정된다는 것이다.
백두엔진은 R-36(SS-9) 1단 RD-250 엔진이라는게 전문가들 분석인데, 추력이 다르다. 백두엔진은 추력 80톤에 노즐이 1개이고, RD-250 엔진은 추력 80톤에 노즐이 2개이다. 반면에, R-36M(SS-18) 1단 RD-263 엔진은 추력 100톤에 노즐이 1개이다.

### MIRV 탑재 여부
《화성-17》형 크기 자체는 MIRV를 탑재하는 것이 확실한 듯한 크기인데, 북한이 MIRV를 공개하면서 자랑한 적이 없다. 따라서, 정말 MIRV를 만들었으면, 어떤 방식으로든지 자랑을 하는데, 아직 MIRV가 완성되었는지, 개발중인지는 확신할 수가 없다. 북한이 과연 MIRV 기술이 있느냐에 대해, 전문가들은 부정적이다.
전문가들은 북한의 미사일 다탄두 기술 보유를 아직 확신하지 못하고 있다. 그 이유는 북한이 다탄두 기능에서 핵심적인 'PBV' 기술을 보유했는지 여부를 확인하지 못했기 때문이다. PBV는 'Post Boost Vehicle'의 약자로 탄두를 운반시키는 운반체, 소형 로켓을 가리킨다. 다시 말해 탄두를 실은 재진입체가 각각의 투하 지점에 정확히 투하되려면 PBV 기술이 핵심적이다.
류성엽 21세기군사연구소 전문연구위원은 "(PBV 기술이 검증됐다고 하려면) 위성을 정상적으로 궤도 진입시킨 사례가 있어야 하는데 아직까지 북한이 그런 사례가 없다"며 "때문에 북한의 PBV 기술은 기술 검증 전 시제품 수준이라고 판단된다"고 밝혔다.
이언 윌리엄스 미국 전략국제문제연구소(CSIS) 미사일 방어프로젝트 부국장도 미국의소리(VOA) 방송과의 인터뷰에서 "PBV 기술은 미국이나 러시아가 보유하고 있는데, 북한은 아직 갈 길이 멀다"고 선을 그었다.
그러나, 이번 열병식에서, 북한 신형 전차는 이란의 줄피가르 전차를 수입한 것으로 전문가들이 추정하는 것처럼, 북한과 이란의 군사협력이 예전보다 더욱 강화되고 있다.
주로 북한이 이란에 핵·미사일 기술을 팔아 외화를 획득하는 것으로 알려졌지만, 다탄두미사일(MIRV)의 경우 북한이 이란으로부터 협력을 구하는 등 상호보완형태도 이뤄지고 있는 것으로 추정된다.
2017년 9월 22일, 이란이 사거리 2000 km 신형 탄도미사일인 코람샤흐르 미사일을 성공적으로 발사했다며 발사 장면을 촬영한 영상을 공개했다. 항공 촬영을 통해 미사일의 노즈콘(원추형 앞부분)도 보여줬다. 코람샤흐르는 각개 목표 재돌입 미사일 다탄두(MIRV) 탑재가 가능하다고 국영방송은 전했다. 탄두중량 1t, 다탄두(MIRV)를 탑재할 수 있으며, 다탄두를 탑재할 때 사거리는 1800 km이다.
화성 16호의 1단 엔진인 백두엔진은 이미 이란이 획득했다.
2020년 11월 2일, 이스라엘의 민간 연구기관인 베사센터(BESA Center)는 홈페이지에 ‘4배의 위협: 북한, 중국, 파키스탄, 그리고 이란(The Quadruple Threat: North Korea, China, Pakistan, and Iran)’이란 제목으로 게재한 보고서에서, 익명의 미국 행정부 관리는 인용해 "북한이 이란과 추진하고 있는 핵심부품의 이전은 재래식 탄두 운반 미사일에서 그 이상으로 확장될 수 있다"고 말해 그것이 ICBM, 즉 대륙간 탄도미사일이나 SLBM, 즉 잠수함발사탄도미사일이 될 수 있음을 암시했다.

## 제1격
김정은 위원장은 이번 열병식에서, "군사 억제력을 선제적으로 쓰지 않겠다"고 강조하면서도 "우리를 겨냥 시 총동원해 응징할 것"이라고 말했다. 그러나 ICBM은 제1격의 무기라서, 선제공격용 핵무기다. 북극성 4호 SLBM도 공개했는데, 이것은 제2격의 무기라서, 방어용 핵무기다. 선제공격용 신형 핵무기인 화성 16호를 공개하면서, 선제공격은 하지 않겠다고 말하는 것인데, 말과 행동이 모순된 것으로서, 받아들이는 상대방은 말 보다는 행동을 평가할 것이다.

## 파괴력
러시아의 RS-28 사르마트 ICBM은 한 발로 프랑스나 미국 텍사스주 만한 크기의 면적을 일시에 초토화시킬 수 있다.
화성-17형은 무게 100톤으로, 무게 208.1톤 RS-28 사르마트 ICBM의 절반 정도 크기이다.
텍사스주(695,662km²)는 대한민국(100,210km²) 보다 6.94배 넓다.
따라서 화성-17형 단 한발로, 대한민국 5천만명이 전멸한다는 계산이 가능하다.

## 액체연료 SLBM
화성 16호는 2단 액체연료 ICBM이지만, 단순히 크기만을 비교해서 화성 16호의 성능을 추정하자면, 러시아의 액체연료 SLBM도 참고할 수 있다.
- 화성 16호, 2단 액체연료, 길이 24-27 m, 직경 2 m 이상, 무게 100 톤
- R-29RMU2 라이네르, 3단 액체연료, 길이 15 m, 직경 1.9 m, 무게 40톤, 사거리 12000 km, 100 kt 핵탄두 12발 또는 500 kt 핵탄두 4발

러시아 R-29 액체연료 SLBM은 북한이 화성-13형으로 카피했다고 하는데, 화성-13형의 정보가 제대로 자세히 알려진 게 없다. 북한의 3단 액체연료 SLBM에 대해서는 한국 언론도 별로 큰 관심이 없는 분위기이다. 주로 고체연료 SLBM인 북극성에 관심을 두고 있다.

## 피스키퍼

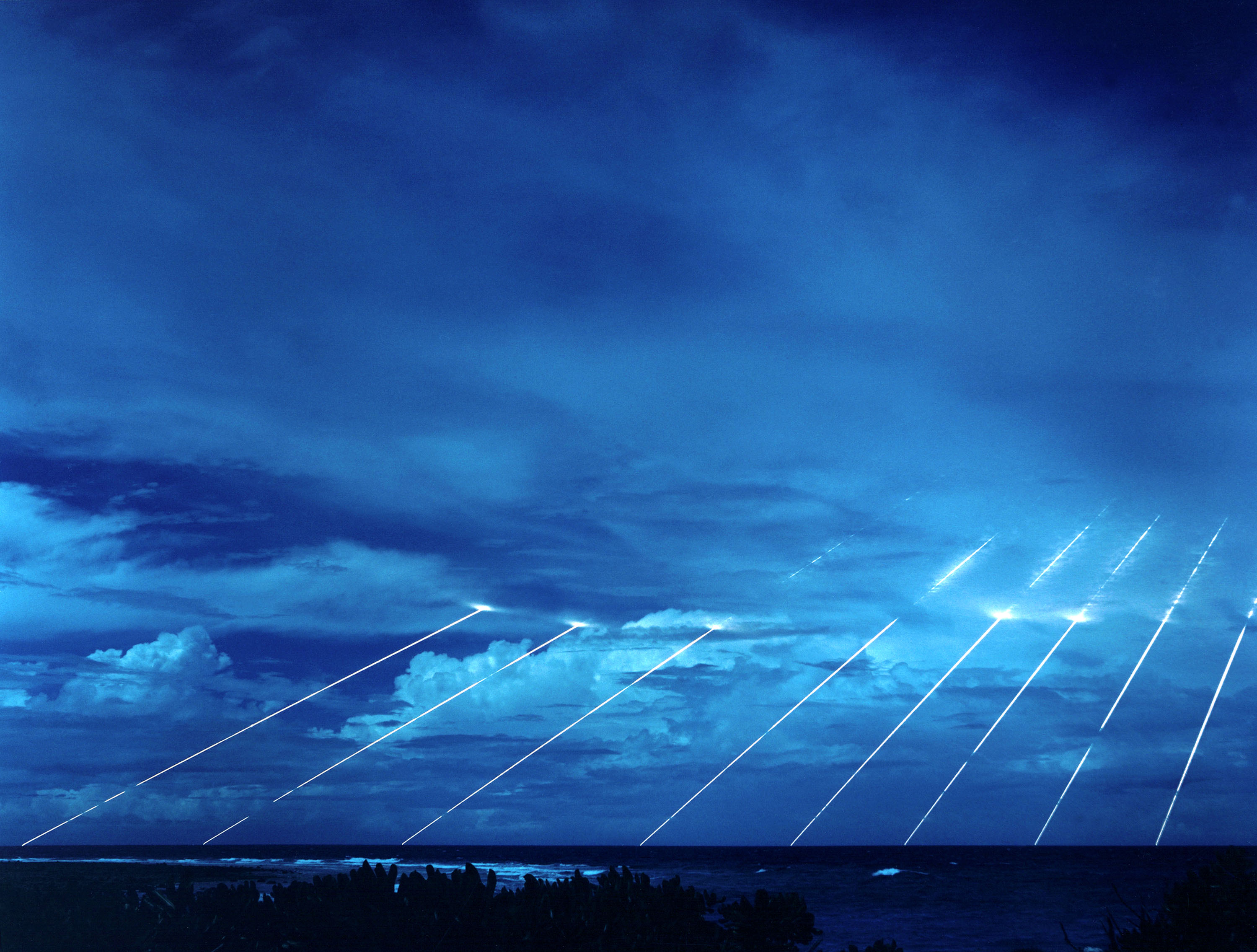
피스키퍼의 MIRV 모의 핵탄두 8발이 떨어지는 장면. 350 kt W78 수소폭탄 12발이 탑재된다. W78 3발로 서울시 천만명이 전멸한다.

2020년 10월 10일, 북한이 열병식에서 처음 공개한 화성 16호는, 탄두중량 4.35톤 러시아 SS-19와 매우 닮았다. LGM-118 피스키퍼의 탄두중량이 3.6톤으로, 북한이 북한판 피스키퍼를 최초로 공개한 것이다. 물론 화성 16호, SS-19는 2단 액체연료이고, 피스키퍼는 3단 고체연료인데, 셋 다 무게 100톤에, 탄두중량이 3.6톤 이상이라는 점은 동일하다.
한국 국방장관이 국회 청문회에서 말한 적이 있지만, 북한은 미사일 액체연료를 동굴, 지하 사일로에서 주입하기 때문에, 고체연료와 별 차이가 없다.
일본에는 일본판 피스키퍼라는 엡실론 로켓이 있다. 미국은 피스키퍼를 퇴역시켰고, 중국은 피스키퍼급인 100톤짜리 ICBM은 없지만 200톤짜리 ICBM을 배치중이다. 결국, 6자회담국 중에서 한국만 피스키퍼가 아예 없다.
한국 정보당국은 화성 16호의 탄두중량이 1.5톤으로, 1톤 LGM-30 미니트맨과 거의 같다고 보고 있다. 미니트맨은 화성 15호 보다 작고, 화성 14호와 크기가 비슷한 미사일인데, 화성 16호가 미니트맨급이라는 것이다. 별로 설득력이 없다. 러시아 ICBM과 크기만으로 비교해 보면, 화성 14호 1톤, 화성 15호 2톤, 화성 16호 4톤 정도로 보는 게 더 설득력이 있다. 이번 분석에서 화성 15호의 탄두중량을 600 kg으로 보았는데, 전세계 ICBM들의 크기와 탄두중량이 다 나와있는 마당에, 정확히 어떤 ICBM에 크기 비교를 해보고 탄두중량 500 kg이라고 하는지 모르겠다. 한국군 소식통도 "페이로드(탑재중량)가 화성-15형(600kg 추정)보다 최대 3배 늘었을 것으로 추정된다"고 말했다.

## 타이탄 II ICBM
미국의 핵무기는 1메가톤급 핵폭탄은 단 하나만 실전배치 중이고 대부분은 킬로톤급이다. B83 핵폭탄. 그러나 러시아, 중국은 매우 폭발력이 큰 핵탄두를 현재도 계속 실전배치하고 있다.
2016년 김정은은 2018년까지 10메가톤급 수소폭탄과 ICBM 개발을 지시했다.
미국 역사상, ICBM에 10메가톤급 핵탄두를 장착한 사례는 LGM-25C 타이탄 II ICBM이 유일하다. 탄두중량 3.69톤, 폭발력 TNT 9메가톤인 W53 핵탄두 1개를 탑재한다.
따라서, 2016년 김정은의 지시는 타이탄 II ICBM 개발을 지시한 것으로 보인다.
북한에서 가장 큰 ICBM이라는 화성-17형은, 따라서, 그 목표가 타이탄 II ICBM일 수 있다.
- LGM-25C 타이탄 II, 2단 하이드라진 액체연료, 발사중량 154톤, 탄두중량 3.69톤, 9메가톤 W53 핵탄두 1개
- 화성 17형, 2단 하이드라진 액체연료, 10메가톤 핵탄두 1개

그런데, 미국은 하이드라진 액체연료의 단점 때문에, 고체연료 ICBM으로 정책을 바꾸었고, 러시아도 최근 60년 넘게 사용한 주력 하이드라진 액체연료 ICBM을 폐기하고, 모두 고체연료 ICBM을 배치하겠다고 한다. 폭발력도 RT-2PM 토폴 ICBM은 800킬로톤 핵탄두 1발로서, 메가톤급을 사용하지 않는다. 북한도 점차 러시아와 같은 방향으로 갈 것으로 추측해볼 수 있다.

## 미래
러시아의 액체연료 ICBM으로, 북한이 개발하지 않은 것은, SS-18이 남았다. 따라서, 다음 열병식에서는 SS-18을 공개할 수도 있다.
한국은 화성 14호, SS-11과 동일한 로켓을 누리호 시험발사체라고 해서, 시험발사에 성공했다. 그러나 SS-17, SS-19을 개발한다는 보도는 없다. 반면에, 북한이 아직 개발하지 못한 SS-18은, 한국이 누리호로 2021년에 시험발사할 계획이다. 누리호는 SS-18 보다 훨씬 길이가 길지만, 전체적인 로켓 성능이 거의 똑같다.
한국과 미국정부는 1998년 대포동 1호로 대포동 쇼크를 먹었고, 그에 따라 한국에서는 1998년 러시아에서 SS-19, SS-18을 고철로 밀수입했다. 20년이 넘게 지나서, SS-18과 거의 똑같은 성능의 누리호를 발사할 계획이지만, SS-19과 거의 똑같은 로켓을 개발하겠다는 계획은, 발표한 적이 없다.
SS-11와 비슷한 누리호 시험발사체는 KRE-075 엔진 1개를 사용하는데, 2개를 묶으면 SS-19이다. 계획이 없다. 4개를 묶으면, 누리호, SS-18이다. 나로호가 사실상 SS-19였다. 미국이 이를 알아차리고 미국의 거부로 사업은 백지화되었고, 사업이 전면 백지화되었다. 원래는 10회 이상 계속해서 나로호를 발사할 계획이었다.

## 시험발사

### 2022년 3월 24일 시험발사
2022년 3월 11일, 국방부는 오전 “북한이 지난 2월 27일과 3월 5일 발사한 탄도미사일은 한미의 정밀 분석 결과 2020년 10월 10일 노동당 창건일 열병식 계기 북한이 최초 공개하고 개발중인 신형 ICBM 체계와 관련된 것으로 평가한다”고 밝혔다. 북한의 2차례 발사체는 2월 27일에는 고도 약 620㎞·비행거리 약 300㎞, 3월 5일에는 고도 약 560㎞·비행거리 약 270㎞로 탐지됐다.
2022년 3월 24일, 합동참모본부는 북한이 오후 2시 34분쯤 평양 순안국제공항 일대에서 동해상을 향해 ICBM으로 추정되는 탄도미사일을 발사했다고 밝혔다. 합참은 미사일 비행 거리 1,080㎞, 정점 고도 6,200㎞ 이상으로 1시간 12분간 비행해 동해 공해 상의 예정 수역에 탄착을 탐지했다.
2022년 3월 25일, 조선중앙통신은 24일 발사한 대륙간탄도미사일(ICBM)이 4년 4개월 전 발사한 ICBM 화성-15형 보다 신형인 ‘화성-17형’이라고 밝혔다.
북한은 화성-17형이 최대 정점 고도 6,248.5km까지 상승했고, 1,090km를 4,052초, 1시간 7분 32초간 비행해 동해 공해 상의 예정 수역에 정확히 탄착됐다고 주장했다.
김정은은 신형 ICBM 시험발사를 단행할 데 대한 친필 명령서를 하달하고 시험발사 현장을 직접 찾아 ICBM 화성-17형 시험발사 전 과정을 직접 지도했다.
화성-17형은 2020년 10월 당 창건 75주년 기념 열병식에 처음 등장했을 때처럼 11축짜리 초대형 이동식발사차량(TEL)에 실려 등장했다. 공개 시점으로부터는 약 1년 5개월 만에 시험발사에 성공한 것으로, 사진에서는 화성-17형에 백두엔진 4개가 달려있는 모습도 확인됐다.
북한 노동당 기관지 노동신문은 25일 김정은 노동당 총비서의 직접적인 지도에 따라 전날인 24일 신형 대륙간탄도미사일(ICBM) '화성포-17'형 시험발사가 단행됐다고 전했다. 김 총비서는 "미 제국주의와의 장기적 대결에 대비해야 한다"라고 강조했다.
하지만 군 당국은 24일 북한이 발사한 대륙간탄도미사일(ICBM)이 화성-17형이 아닐 수 있다는 가능성을 분석 중인 것으로 알려졌다.

#### 탄두중량
신종우 한국국방안보포럼(KODEF) 전문연구위원은 “화성-17형은 화성-14형의 4배, 화성-15형의 2배의 탄두탑재중량을 가진 ICBM으로 추정된다”고 평가했다.
군당국은 화성 15호는 탄두중량 600 kg, 핵탄두 1개, 화성 16호는 탄두중량 1.5톤, 핵탄두 3개로 분석하고 있다.
김동엽 북한대학원대 교수는 "탄두 중량을 1톤으로 한다면 (화성-17형의) 최대사거리는 1만5000㎞ 이상 될 것"이라고 분석했다.
탄두부 형태가 뭉툭했던 화성-15형과 달리 화성-17형은 핵탄두 2∼3개가 들어가는 다탄두 탑재 형상으로 개발됐다.
마이클 엘먼 국제전략문제연구소(IISS) 미국사무소 선임연구원은 ‘화성-17형’을 보고 로이터통신에 “미국 전역에 2~3t의 핵탄두를 투하할 수 있을 것”이라며 옛소련의 R-16(나토코드 SS-7)이나 R-26(SS-8)보다 성능이 우수할 것으로 추정했다.
2016년 10월 26일, 러시아가 RS-28 사르맛 ICBM을 처음 공개했다. 탄두중량 10톤인 사르맛은 최대 16개의 핵탄두 탑재가 가능해 프랑스나 미국 텍사스 정도는 날려버릴 정도의 파괴력을 가졌다고 평가된다.
- 프랑스 면적: 543,940km2
- 텍사스주 면적: 695,662km2
- 대한민국 면적: 100,210km2
- 일본 면적: 377,975km2

정리하면, 러시아는 탄두중량 10톤인 사르맛이 텍사스주 면적 695,662km2을 초토화 한다고 밝히고 있다. 그렇다면, 단순계산으로, 화성-17형은 탄두중량 3톤이므로 201,806km2면적을 초토화 한다. 즉, 화성-17형 단 한발로 대한민국을 초토화 한다는 의미이다. 일본은 단 두발로 초토화된다.
화성-17형은 길이, 직경, 무게, 엔진 노즐수, 엔진 출력 등이 SS-19와 거의 유사한데, SS-19는 탄두중량 4.35톤이다. SS-19를 인공위성 발사체로 개조한 로콧 발사체는 1,950 kg 인공위성을 지구 저궤도에 올릴 수 있다.

#### 엔진
화성 17형의 1단과 2단 엔진은 모두 기존 화성 15형 등에도 썼던 백두산 엔진을 2개씩 3쌍(총 6개의 엔진)으로 묶은 클러스터 방식으로 제작된 것으로 보인다는 분석도 있다. 그러나, 잘못된 정보이다. 서방언론에서는 추력 80톤 백두엔진이 노즐 2개라는 오류가 보도되고 있다. 추력 80톤 백두엔진은 노즐이 1개다.
북한이 공개한 사진에서는 1단 엔진에 백두엔진 노즐 4개가 선명하게 보인다. 추력 80톤이 4개이므로 총추력 320톤으로 보인다. SS-18 초기형과 SS-19가 1단 추력 300톤 정도 된다.

#### 차량 발사
북한은 '화성-17형'을 차량형 TEL에서 쏠 수 있다는 점도 노동신문에 게재한 사진을 통해 증명했다. 미국 등 주요국의 경우 ICBM을 사일로(고정식 발사대)에서 발사할 수 있도록 운용하는 경우가 많지만 북한처럼 TEL을 활용하면 원점 노출을 최소화하는 등 전술상 이점이 있다.
북한은 과거 '화성-15형' 발사 땐 TEL을 이용해 미사일을 운반했지만, 운반 뒤엔 미사일을 차량에서 분리해 별도의 지지대 위에서 쏴 올렸다.
장영근 한국항공대 교수는 "북한은 이번에 TEL로 미사일 동체를 기립했고, 그 아래엔 (로켓엔진에서 뿜어져 나오는) 화염을 TEL 반대쪽으로 유도할 수 있는 화염유도장치를 붙여 TEL의 손상을 막았다"며 "또 TEL 하단을 4개의 폴(지지대)로 단단히 고정해 발사에 따른 진동에도 안정화하도록 했다"고 설명했다.
액체연료를 주입하지 않고, 곧바로 트럭이 격납고에서 나와 화성-17형을 발사했다.

#### 음모론
한미군당국은 화성-15형 발사였고, 화성-17형 동영상은 짜집기한 가짜라고 잠정 결론내었다.
우선 발사 당일 평양은 흐렸지만 북한이 공개한 사진과 영상엔 맑은 날 촬영된 것이 포함돼 ‘짜깁기‘ 정황이 짙다는 것. 화성-17형의 발사 장면도 24일이 아니라 과거의 테스트 장면을 끼워넣은 것으로 한미 정보당국은 보고 있다. 또 발사 직전에 화성-15형을 뒷받침하는 신호정보가 잡혔고, 발사 이후 정찰위성의 열영상에 포착된 미사일 1단 추진체의 엔진 노즐(배기구)이 화성-15형과 같은 2개였던 것으로 알려졌다. 화성-17형의 1단 추진체 엔진 노즐은 4개다.
단 정보기관의 판단은 군 당국과 다른 것으로 파악됐다. 복수의 정부 소식통에 따르면 국가정보원은 북한의 발표 이전부터 화성-17형으로 추정했으며 현재까지 이런 분석을 유지하고 있다.
반 밴 디펜 전 미 국무부 국제안보비확산 담당 수석부차관보도 미국의소리(VOA)와 인터뷰(26일 보도)에서 “한국과 일본이 발표한 정보에 따르면 궤적이 화성-15형보다는 화성-17형과 더 일치한다”며 “화성-17형이라고 보는 게 맞을 확률이 높은 추측”이라고 말했다.

### 2022년 11월 18일 시험발사
2022년 11월 18일 오전 10시 15분쯤 화성 17형을 발사했다.
정점고도 6,040 km, 비행거리 999 km였다. 일본이 추정한 비행시간은 69분이다. 2022년 3월 24일 70분간 비행한 화성-15형(북한은 화성-17형 주장)에 이어 역대 두 번째로 오래 날았다.
한미일 군당국은 이번 발사를 화성 17형의 최초의 시험발사 성공이라고 평가했는데, 정점고도, 비행거리, 비행시간이 3월 24일과 동일한 것을 보면, 3월 24일 시험발사가 화성 15형이라는 한국군의 주장은 오판으로 추정된다. 이번이 두번째로 성공한 시험발사로 보인다.
2022년 11월 19일 노동신문은 이번 ICBM이 평양국제비행장(순안공항)에서 발사됐으며 최대 정점고도는 6040.9㎞, 비행거리는 999.2㎞, 비행 시간은 4135s(1시간 8분 55초)를 기록했으며 “동해 공해상의 예정 수역에 정확히 탄착됐다”라고 전했다.
마이니치는 화성-17형이 최고고도 6천㎞로 고각 발사된 점을 거론하면서 "고고도에서 속도를 높여 낙하하기 때문에 요격고도 1천㎞ 이상인 일본의 요격 미사일 SM-3 블록2A로는 명중시키기 어렵다"고 진단했다.

## 연표
- 2016년 9월 20일 - 서해 위성 발사장에서 추력 80톤 액체연료 백두산 엔진의 지상 연소실험 성공
- 2020년 10월 10일 - 북한의 노동당 창건 75주년 기념 열병식에서 최초 공개
- 2022년 3월 24일 - 1차 시험발사 성공
- 2022년 11월 18일 - 2차 시험발사 성공
- 2023년 3월 16일 - 3차 시험발사 성공

## 같이 보기
- 북극성 4호
- 고체 연료 소형 발사체